# Gino Pariani
Virginio "Gino" Peter Pariani (St. Louis, 21 de fevereiro de 1928 - St. Louis, 9 de maio de 2007) foi um futebolista norte-americano.

## Carreira
Era membro da colônia italiana na Seleção Norte-Americana que foi à Copa do Mundo de 1950, já tendo participado das Olimpíadas de 1948. Foi à Copa ao lado de outros quatro colegas de uma equipe amadora de St. Louis: Frank Borghi, Frank Wallace, Charlie Colombo e Robert Annis.
No torneio, marcou um gol, na estréia contra a Espanha, abrindo o placar - os espanhóis acabariam virando e vencendo por 3 x 1. Participou da partida seguinte, que entraria para a história das Copas como uma das maiores "zebras" do futebol, a vitória sobre a Inglaterra.

## Honrarias
Em 2004, ao lado de outros quatro remanescentes da equipe daquele jogo ainda vivos, Walter Bahr, Frank Borghi, Harry Keough e John Souza, entrou para a galeria de honra pela Associação Nacional de Técnicos de Futebol dos EUA.

## Ligações Externas
- Soccer Perfil no Soccerhall